# Shandong Airlines
Shandong Airlines Group Co. Ltd. (chinesisch 山東航空) ist eine chinesische Fluggesellschaft mit Sitz in Jinan und Basis auf dem Flughafen Jinan-Yaoqiang.

## Geschichte
Die Fluggesellschaft wurde im Jahr 1994 gegründet und ist am B Index der Shenzhen Stock Exchange gelistet. Anteilseigner sind u. a. Air China und die Shandong Economic Development Investment Corporation. Sie ist Mitglied in der regionalen chinesischen Luftfahrtallianz Xinxing.
Im Januar 2023 erhöhte Air China ihre Beteiligung von 49,4 % auf 66 % an der Fluggesellschaft, und erhielt damit eine Mehrheitsbeteiligung.

## Flotte
Mit Stand Juli 2022 besteht die Flotte der Shandong Airlines aus 134 Flugzeugen mit einem Durchschnittsalter von 8,8 Jahren:
| Flugzeugtyp      | aktiv | bestellt | Anmerkungen                              | Sitzplätze   | Alter      |
| ---------------- | ----- | -------- | ---------------------------------------- | ------------ | ---------- |
| Boeing 737-700   | 03    |          | einer inaktiv; mit Winglets ausgerüstet  | 135          | 16,9 Jahre |
| Boeing 737-800   | 124   |          | sieben inaktiv; mit Winglets ausgerüstet | 160 oder 168 | 8,9 Jahre  |
| Boeing 737 Max 8 | 07    | 27       | alle inaktiv                             | 168          | 3,8 Jahre  |
| Comac C909-700   |       | 10       |                                          |              |            |
| Gesamt           | 134   | 37       |                                          |              |            |

### Aktuelle Sonderbemalungen
| Bemalung                                            | Flugzeugtyp    | Luftfahrzeugkennzeichen | Zeitraum            | Bild |
| --------------------------------------------------- | -------------- | ----------------------- | ------------------- | --- |
| Lunan Pharmaceutical Health World                   | Boeing 737-800 | B-1745                  | seit September 2021 | |
| DEEJ                                                | Boeing 737-800 | B-1931                  | seit Februar 2014   | |
| DEEJ                                                | Boeing 737-800 | B-1932                  | seit März 2014      | Bild gesucht Die Wikipedia wünscht sich an dieser Stelle ein Bild. Weitere Infos zum Motiv findest du vielleicht auf der Diskussionsseite . Falls du dabei helfen möchtest, erklärt die Anleitung , wie das geht. |
| DEEJ                                                | Boeing 737-800 | B-1982                  | seit Juli 2014      | |
| DEEJ                                                | Boeing 737-800 | B-1983                  | seit Juli 2014      | Bild gesucht Die Wikipedia wünscht sich an dieser Stelle ein Bild. Weitere Infos zum Motiv findest du vielleicht auf der Diskussionsseite . Falls du dabei helfen möchtest, erklärt die Anleitung , wie das geht. |
| DEEJ                                                | Boeing 737-800 | B-1987                  | seit Juli 2014      | Bild gesucht Die Wikipedia wünscht sich an dieser Stelle ein Bild. Weitere Infos zum Motiv findest du vielleicht auf der Diskussionsseite . Falls du dabei helfen möchtest, erklärt die Anleitung , wie das geht. |
| DEEJ                                                | Boeing 737-800 | B-5785                  | seit August 2013    | |
| Cloud Gate                                          | Boeing 737-800 | B-1986                  | seit September 2019 | Bild gesucht Die Wikipedia wünscht sich an dieser Stelle ein Bild. Weitere Infos zum Motiv findest du vielleicht auf der Diskussionsseite . Falls du dabei helfen möchtest, erklärt die Anleitung , wie das geht. |
| QQ.com                                              | Boeing 737-800 | B-5119                  | seit Dezember 2014  | |
| Zhongtai Securities                                 | Boeing 737-800 | B-5651                  | seit Dezember 2020  | Bild gesucht Die Wikipedia wünscht sich an dieser Stelle ein Bild. Weitere Infos zum Motiv findest du vielleicht auf der Diskussionsseite . Falls du dabei helfen möchtest, erklärt die Anleitung , wie das geht. |
| Zhongtai Securities                                 | Boeing 737-800 | B-5652                  | seit Februar 2021   | Bild gesucht Die Wikipedia wünscht sich an dieser Stelle ein Bild. Weitere Infos zum Motiv findest du vielleicht auf der Diskussionsseite . Falls du dabei helfen möchtest, erklärt die Anleitung , wie das geht. |
| China Arts Festival                                 | Boeing 737-800 | B-5786                  | seit August 2013    | |
| Expo 2014                                           | Boeing 737-800 | B-5787                  | seit Oktober 2013   | |
| International Horticultural Exposition 2014 Qingdao | Boeing 737-800 | B-5856                  | seit Dezember 2013  | |
| Gui Zhou Xi Jiu                                     | Boeing 737-800 | B-6988                  | seit September 2021 | Bild gesucht Die Wikipedia wünscht sich an dieser Stelle ein Bild. Weitere Infos zum Motiv findest du vielleicht auf der Diskussionsseite . Falls du dabei helfen möchtest, erklärt die Anleitung , wie das geht. |
| Hospitable Shandong-Jingzhi wine                    | Boeing 737-800 | B-7977                  | seit August 2016    | |